# Klovholmarna
Klovholmarna är öar i Finland. De ligger i Finska viken och i kommunen Lovisa i landskapet Nyland, i den södra delen av landet. Öarna ligger omkring 66 kilometer öster om Helsingfors.
Arean för den av öarna koordinaterna pekar på är 1,9 hektar och dess största längd är 300 meter i sydöst-nordvästlig riktning. Närmaste större samhälle är Lovisa, 11,2 km nordost om Klovholmarna.